# 新西兰鹨
是澳洲、新西蘭及新畿內亞一種稍為細小的雀形目鳥類，屬於鶺鴒科下的鷚屬。
田鷚以往與理氏鷚、非洲鷚、Anthus hoeschi及东方田鹨一同分類在同一個稱為「田鹨」的物種中。一些學者將田鷚再細分為兩類，即澳洲的Anthus australis及新西蘭的Anthus novaeseelandiae。

## 描述
田鷚身體幼長，長16-19厘米，重40克。背部羽毛呈淡褐色，有深色斑紋。腹部的顏色較淡，胸部亦有斑紋。眼睛上有淡色的斑紋，顴骨及鬚斑紋則較深色。牠的尾巴很長，有白色的尾羽，經常上下搖擺。腳部亦很長，呈粉紅褐色，鳥喙較長及呈褐色。

## 生態

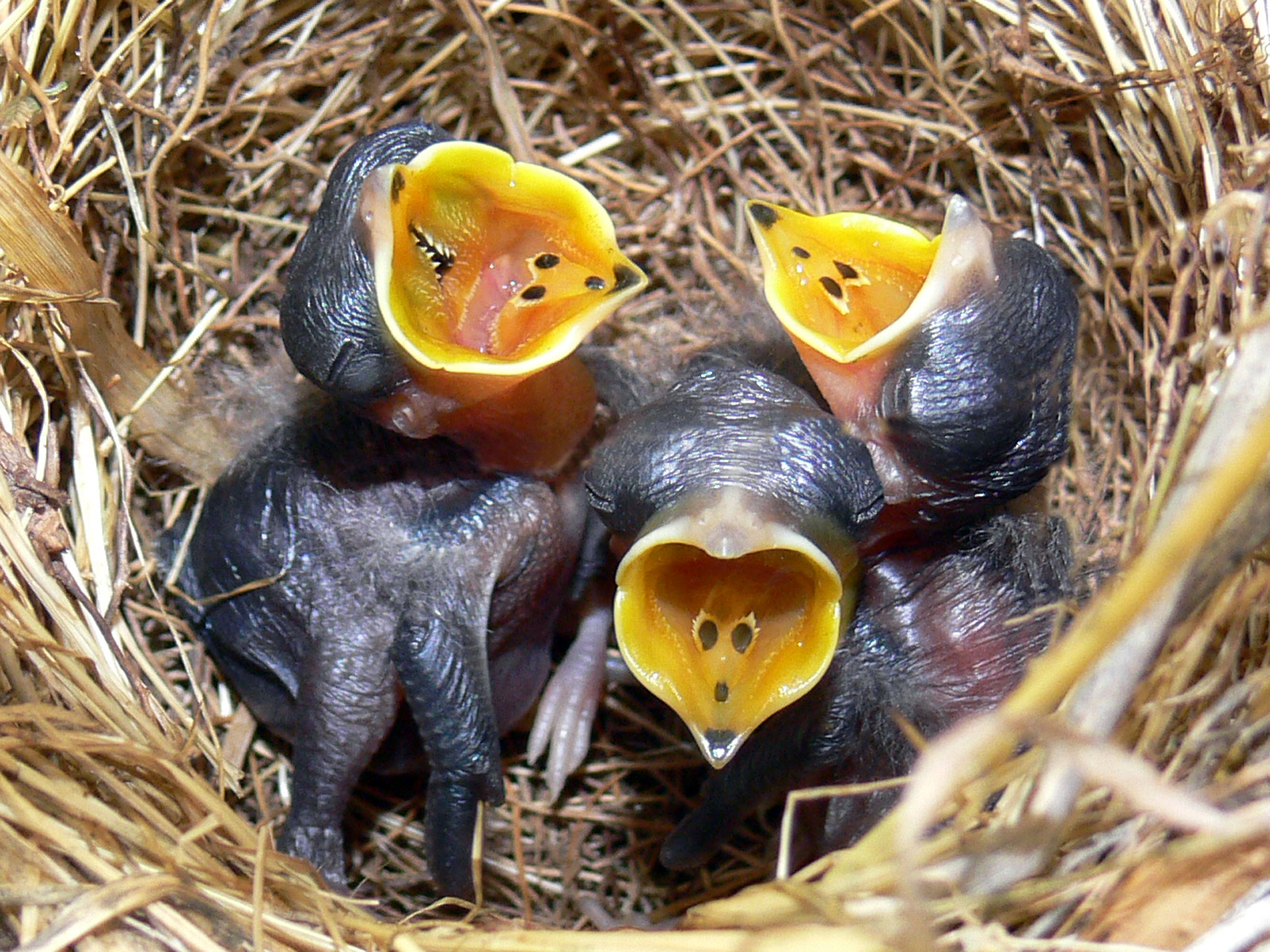
田鷚雛鳥。

田鷚生活在開放的地方，如草原、農地、路邊、乾涸的河床、沙堆及林地。牠們吃陸地上細小的無脊椎動物，如甲蟲、蜘蛛及昆蟲幼蟲。牠們亦會吃草等植物的種子。
田鷚在8月初開始繁殖。牠們會在植物或石下築巢。巢是由雌鳥以草築成。每次會產2-5隻蛋，平均3-4隻。蛋呈白色，有褐色疙瘩。孵化14-15日就會生出雛鳥。雛鳥會由雄鳥及雌鳥一同餵食，大約14-16日雛鳥就懂得飛行。
田鷚的數量在新西蘭的一些地方正在減少。原因是因草地的改善，使用殺蟲劑及被其他引入的物種所掠食。

## 亞種
以下是田鷚的亞種：
- 澳洲亚种

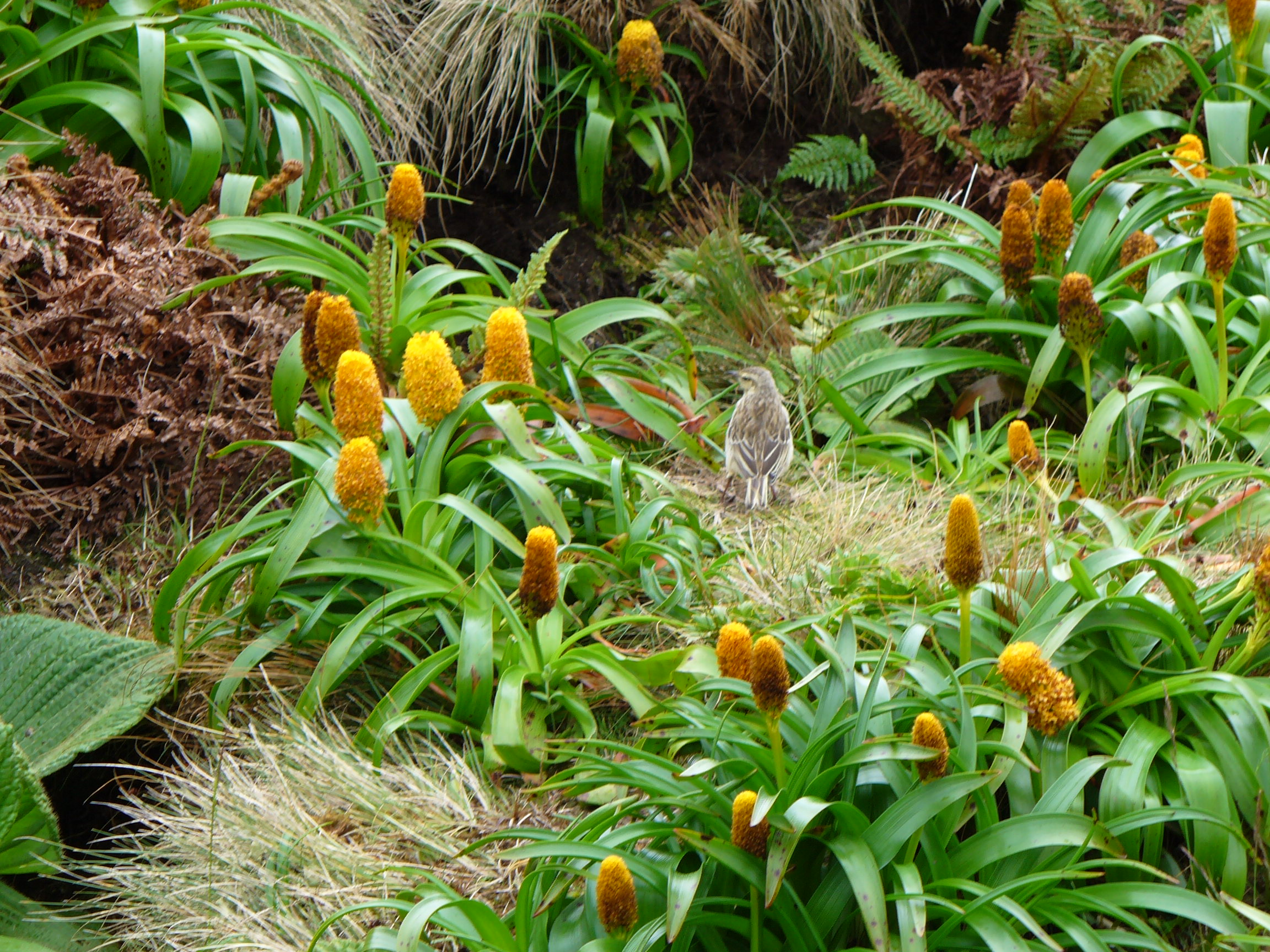
坎貝爾島的A. n. aucklandicus。

  - A. n. australis、A. n. bilbali及A. n. rogersi：分佈在澳洲本土
  - A. n. bistriatus：分佈在塔斯曼尼亞
  - A. n. exiguus：分佈在新畿內亞
- 新西蘭亚种
  - A. n. novaeseelandiae：分佈北島、南島及斯圖爾特島
  - A. n. aucklandicus：奧克蘭群島及坎貝爾島
  - A. n. chathamensis：查坦群島
  - A. n. steindachneri：安蒂波德斯群島